# Chiswick Park
Chiswick Park is een station van de metro van Londen aan de District Line in de wijk Chiswick.

## Geschiedenis
Het station werd op 1 juli 1879 geopend door de District Railway (DR), de latere District Line, toen ze haar noordwesttak tussen Turnham Green en Ealing Broadway in gebruik nam. Het station heette oorspronkelijk Acton Green naar de aangrenzende Acton Green Common aan de oostkant van het station. Het werd omgedoopt tot Chiswick Park en Acton Green in maart 1887.
Na de elektrificatie van de sporen van de DR ten noorden van Acton Town in 1903, volgden op 1 juli 1905 de elektrische metrodiensten tussen Acton Town en het centrum van Londen. In 1910 werd de stationsnaam ingekort tot Chiswick Park. De eigenaar van de District Railway, UERL, opende eind 1906 de Piccadilly Line onder de binnenstad. In 1929 was de verlenging van de Piccadilly Line zowel aan de oost- als de westkant aan de orde. De westelijke verlenging tussen Hammersmith en Acton Town zou als sneldienst naast de District sporen worden gebouwd, onder meer langs Chiswick Park zonder daar de stoppen. De ombouw van het station vond plaats in 1931 en 1932 waarbij behalve de herschikking van de perrons ook een nieuw stationsgebouw werd opgetrokken.

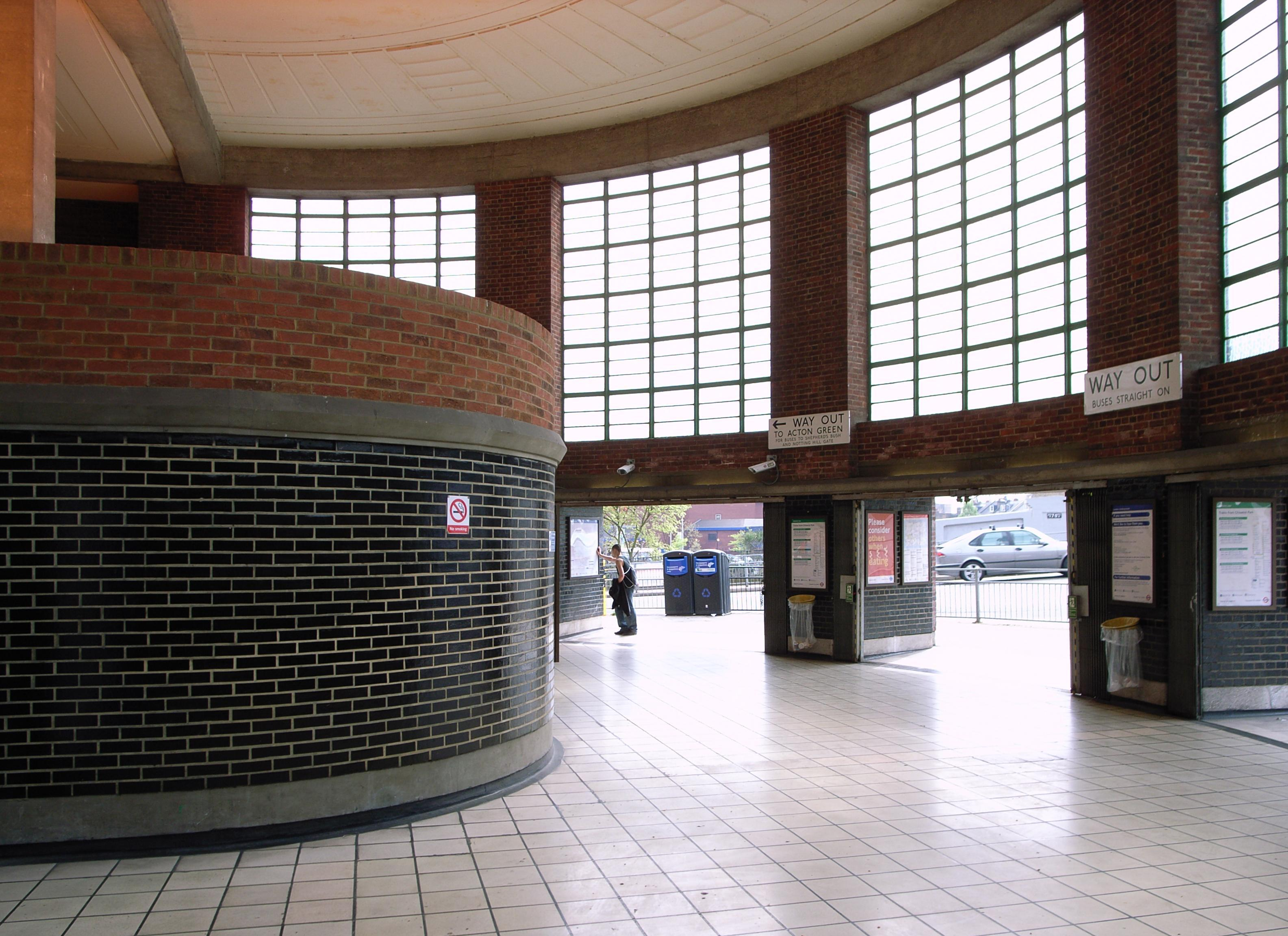
Het interieur van het stationsgebouw.
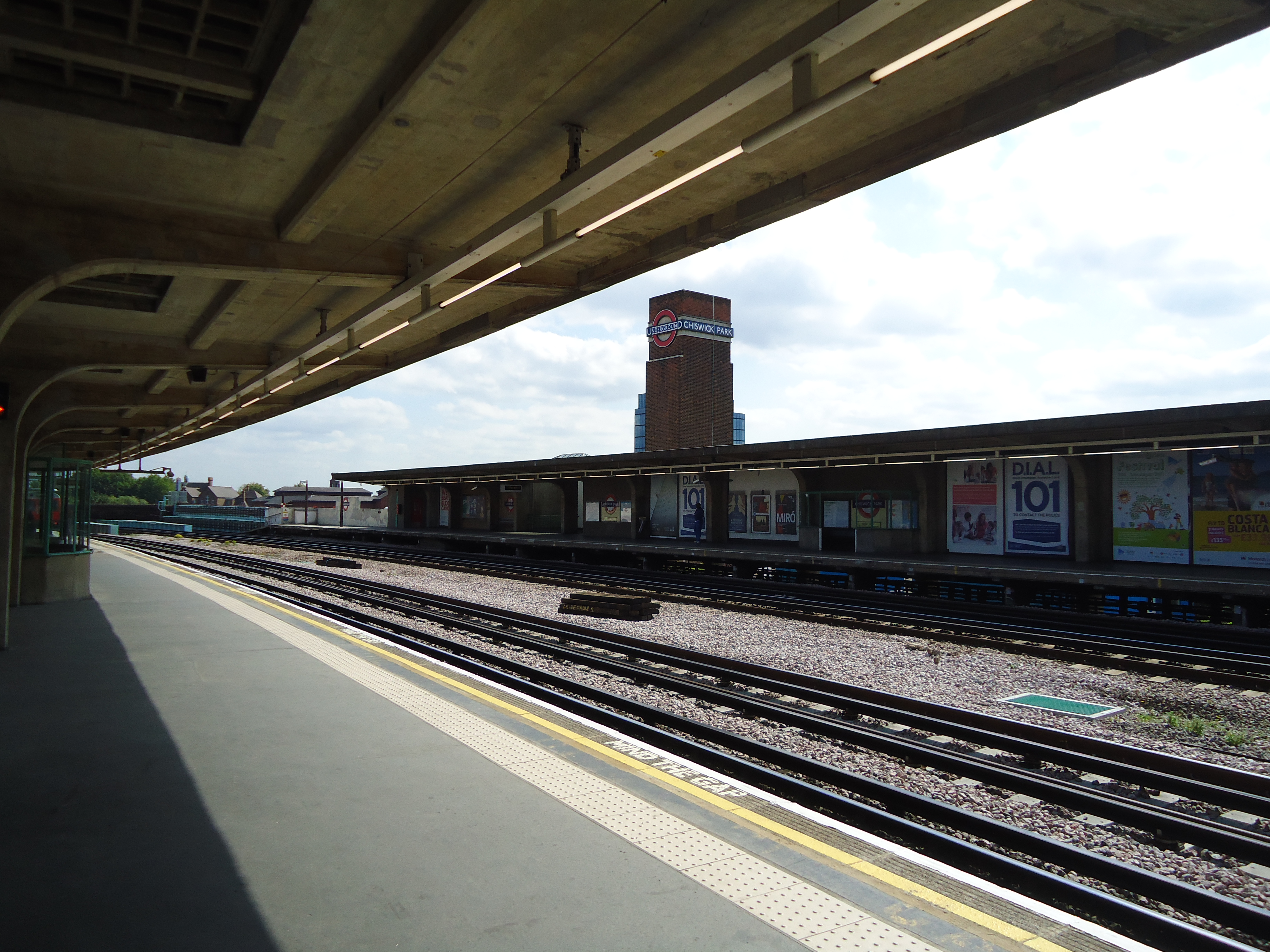
De perrons uit 1931 met betonnen kappen
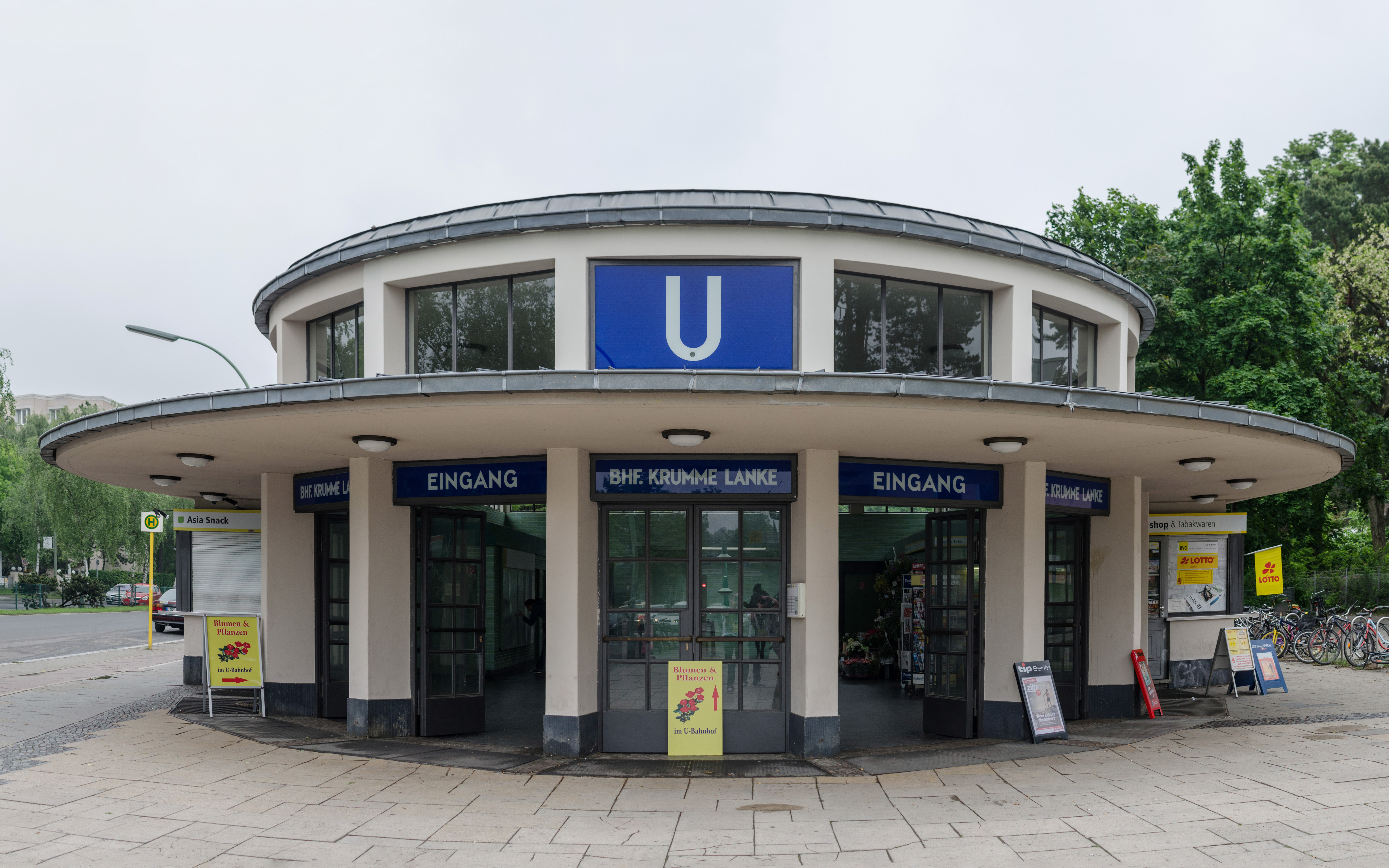
Metrostation Krumme Lanke in Berlijn

## Ligging en inrichting
Chiswick Park station ligt dichter bij Turnham Green (aan de zuidkant van Chiswick High Road) dan het station met die naam. Het station bevindt zich op de plaats van de Slag bij Turnham Green (1642), tijdens de Eerste Engelse Burgeroorlog. De linies van de royalisten met zicht op Londen, strekten zich vanaf het station uit naar het zuiden tot waar de Great West Road loopt.
De ingang ligt aan de kruising van Bollo Lane en Acton Lane, ongeveer 150 m ten noorden van Chiswick High Road (A315) aan de zuidkant van de metrosporen. Het is het enige station aan de Ealing Broadwaytak dat uitsluitend door de District Line wordt bediend. Aan de noordkant van de sporen ligt  Acton Green Common vlak ten oosten van het station. De perrons liggen langs de buitenste sporen, de binnenste sporen worden door de Piccadilly Line gebruikt, die slechts in uitzonderlijke gevallen het station aandoet.
Het stationsgebouw is ontworpen door Charles Holden in een moderne Europese stijl met baksteen, gewapend beton en glas. Het is de tegenhanger van Arnos Grove dat Holden ontwierp voor de verlenging van de Piccadilly Line aan de oostkant van de binnenstad. Het ontwerp van Holden is geïnspireerd op het metrostation Krumme Lanke van Alfred Grenander in Berlijn, al is het groter dan het Berlijnse voorbeeld. Het station heeft een hoge halfronde stationshal naast de spoordijk met sporen en perrons. De bakstenen gevel van de stationshal wordt onderbroken door raampartijen en het geheel is afgedekt met een plat betonnen dak dat grenst aan de perronkap van het zuidelijke perron. Een vergelijkbare perronkap is geplaatst op het noordelijke perron dat via een reizigerstunnel verbonden is met de stationshal. Om de locatie van het station zichtbaar te maken vanaf Chiswick High Road, werd het station ook voorzien van een vierkante bakstenen toren met daarboven het U NDERGROUN D-roundel en de naam van het station.
Het station is op 18 februari 1987 op de monumentenlijst geplaatst. 
Direct ten zuiden van de ingang van het station, aan de andere kant van de kruising, kruisen de sporen van de Richmond -tak van de District Line onder de weg en ongeveer 100 m ten oosten van het station kruist het spoor uit Richmond onder de vier sporen van de District- en Piccadilly-Line op weg naar station Turnham Green.

## Trivia
Het station is afgebeeld op de hoes van Caspa 's Ave It Volume 1 EP.

## Fotoarchief
- Station Chiswick Park and Acton Green in 1901
- Het station tijdens de ombouw in 1932. Het oorspronkelijke houten perron ligt nog in het midden terwijl de nieuwe perrons aan de buitenzijde van de sporen worden gebouwd.
- Het nieuwe station in 1932
- Interieur van de stationshal met reizigers in de rij voor de kaartcontrole in 1933
- Het zuidelijke perron in 1958